# 真田十勇士
真田十勇士是日本戰國時代末期傳說中跟隨名將真田幸村的十位家臣。雖然大多為創作上的架空人物，也有部分角色的原型是來自史實人物。

## 概要
明確的形象與成員的定型主要出自於大正年間由立川文明堂所發行的歷史小說刊物中。於現代的漫畫、小說和電玩中經常作為題材被引用，至今已經擁有有許多的衍生作品。
其中以猿飛佐助在改編作品較為活躍，因此最為後世所知，其次是霧隱才藏。

## 十勇士一覽

### 猿飛佐助
侍奉真田幸村的忍者。一說本名為井辺武助，有一姊名為小夜。於信濃戶隱山中隱居時師從戶澤白雲齋，屬於甲賀流派。

在山林中與幸村相遇後被授予「猿飛佐助幸吉」之名成為幸村家臣。

創作中經常被設定為十勇士之首。在創作中的活躍度遠高於其他成員，知名度與人氣也相對高。

一般被認為的原型有上月佐助、猿飛仁助、三雲佐助賢春、横谷庄八郎等多種說法。

### 霧隱才藏
與猿飛佐助齊名的忍者，原型為霧隠鹿右衛門，因此經歷描述上有部分重疊與混合。

淺井長政家臣霧隠彈正左衛門的遺子，在淺井家滅亡後由部下救出流亡至伊賀，之後成為伊賀忍者頭領・百地三太夫的弟子、與同時代的大盜石川五右衛門同門。

元服後更名為「服部才蔵宗連」，成為姫路一帶附近的山賊。之後與佐助相遇，在比試忍術後成為真田幸村的家臣。

在大多數的創作中，形象被設定成與佐助相反面的對比存在。

### 三好清海入道
和弟弟伊三入道一同出仕於真田幸村的僧侶豪傑，出羽國龜田領主出身，透過遠房親戚介紹到真田家仕宦。

身高近兩公尺的巨漢、擁有超常的怪力，慣用武器為金棒。在十勇士裡兄弟兩人都特別高齡。
後於大坂夏之陣和弟弟一同壯烈戰死。

原型為三好三人眾之一的三好政康。

### 三好伊三入道
或稱三好伊佐入道。三好清海入道之弟，和兄長同為出羽龜田出身的僧侶豪傑。兩兄弟一同在真田家任職，後在大阪夏之陣戰死。

原型為三好政勝。

### 穴山小助
或稱穴山小介。穴山玄蕃信光的長男、設定上為武田重臣穴山梅雪的外甥。幼名岩千代，元服後諱名為安治。

武田家滅亡後，父親信光成為流浪傭兵，之後小助成為真田幸村的小姓，與父親一同出仕真田家。

後為幸村側近的其中一人，據說與幸村同年、連容貌也極為相似，因此還擔當了幸村的影武者一職。

擅長槍術，據傳流浪時代靠賭博為生，因此又以博打與槍的名手聞名。於大坂之陣中做為幸村的替身戰死。

### 由利鎌之助
諱名基幸，擅長使用鎖鏈與槍。最初為野田菅沼氏家臣、與真田家敵對，曾多次危及真田父子性命。後與穴山小助單挑敗北被虜、成為真田家臣。

幸村被流放至九度山後，在江戶開設了槍的道場並觀察德川家康的動向。之後的下落根據不同作品而有不同的境遇，可能於大坂之陣前病死或是在大坂之陣中戰死。

### 筧十藏
又名金六郎、掛飛十蔵、政右衛門。最初侍奉蜂須賀家，於豐臣秀吉邀請幸村到大坂暫滯於蜂須賀宅邸時相識，受到幸村志向感念自願成為其家臣。

另一個身世說法為真田家重臣覓十兵衛虎秀之子，幸村的小姓中資歷最老的一人。其他還有筒井順慶家臣筧孫兵衛之子等說法。

擅長武器為種子島，做為狙擊隊長指揮鐵砲部隊。

### 海野六郎
或名海野小平太。全名海野六郎兵衛利一，羽尾海野家出身，一說為真田家重臣海野輝幸的第三子、另有一說為真田幸隆的乾外甥。

幼時就做為小姓跟隨真田幸村，在上杉家的人質時代及流放九度山時期都一直隨侍在幸村身邊。

頭腦靈光、聰明伶俐，做為幸村的參謀、側近而活躍，十勇士中最初的第一人。

### 根津甚八
諱名貞盛，又名禰津甚八、小六、小六郎。根津氏出身，幼時與大和繪畫家的父親根津信光一起離開故鄉旅行，與父親死別後成為海賊的頭領。

後成為真田幸村的家臣，在大坂夏之陣戰役作為幸村的影武者戰死。

原型據說為浅井井頼或是根津小六。

### 望月六郎
又稱望月主水、望月三郎、望月六郎兵衛幸忠或是望月高野小天狗等。真田幸村侍從的一人，據說為甲賀忍者出身，擅長製作爆彈和使用火藥。

原型有望月宇右衛門、望月甚左衛門、望月卯兵衛、望月卯左衛門幸忠等多種說法。

## 十勇士登場作品
- 風神之門（日语：風神の門）（司馬遼太郎著，1980年改編為電視影集）
- 真田風雲錄（日语：真田風雲録）（1963年電影）
- 真田十勇士（原作柴田鍊三郎、作畫本宮宏志）
- 漫畫猿飛佐助（1979年動畫）
- 真田十勇士 (ゲーム)（日语：真田十勇士 (ゲーム)）（1988年遊戲，コトブキシステム發行，2011年發行iOS和Android版）
- 蕃茄超人（1993年動畫）
- 忍者戰隊隱連者（1994年特攝影集）
- るろうに剣心 -明治剣客浪漫譚- 十勇士陰謀編（1997年遊戲，改編自《神劍闖江湖》）
- 鬼眼狂刀（上條明峰著，2002年改編為動畫）
- 殿といっしょ（日语：殿といっしょ）（大羽快著，2010年改編為動畫）
- GOEMON（2009年電影）
- 蟲奉行（福田宏著，2013年改編為動畫）
- 新 真田十勇士（亞樹新（日语：亜樹新）著）
- 真田純勇士（柏青哥機台，第一代為2010年）
- BRAVE10（霜月灰吏著，2012年改編為動畫）
- 真田十勇士 (2014年の劇作品)（日语：真田十勇士 (2014年の劇作品)）（2014年舞台劇，2016年改編為電影和小說，小說作者為日笠由紀）
- 廢田十勇士（2016年大河劇《真田丸》番外篇）
- 極道十勇士（日语：ブレイブX 極道十勇士）（2017年電影）
- 真紅の焔 真田忍法帳（日语：真紅の焔 真田忍法帳）（2018年遊戲）
- 舞台『刀剣乱舞』无伝 夕紅の士 -大坂夏の陣-（2021年刀劍亂舞2.5次元舞台劇）

## 相似條目
- 尼子十勇士

## 外部連結
- 真田十勇士 （页面存档备份，存于）、長野県上田市デジタルアーカイブ（日语：デジタルアーカイブ）
- 真田氏データベース （页面存档备份，存于）内真田十勇士 （页面存档备份，存于）
- 真田十勇士 - 名刀幻想辞典 （页面存档备份，存于）
- 小助官兵衛の部屋・真田勇士 （页面存档备份，存于）
- 真田十勇士｜九度山・真田ミュージアム - 九度山町 （页面存档备份，存于）
- 戦国武将列伝Ω 武将辞典 | カテゴリー：真田氏 （页面存档备份，存于）